# Frank Weis
Frank Weis (* 21. Juli 1967) ist ein ehemaliger deutscher Fußballspieler. In der höchsten Spielklasse des DDR-Fußballs, der Oberliga, spielte er für den 1. FC Magdeburg.

## Sportliche Laufbahn
Mit 13 Jahren wurde Frank Weis in die Schülermannschaft des 1. FC Magdeburg aufgenommen und durchlief danach alle Nachwuchsabteilungen des Fußballclubs. Zur Saison 1984/85 wurde er für die Juniorenoberligaelf des FCM als Mittelfeldspieler nominiert. Bereits ein Jahr später wurde er als 18-Jähriger in Oberligaspielen der Männer eingesetzt. Dort hatte er seinen ersten Einsatz am 9. November 1985 im Punktspiel des FCM gegen den 1. FC Union Berlin (2:1) als linker Verteidiger. Er kam als Ersatz für die verletzten Stammspieler Frank Siersleben und Martin Hoffmann in die Mannschaft und bestritt auch die folgenden drei Punktspiele bis zum Ende der Hinserie jeweils mit 90-Minuten-Einsätzen. Nachdem Siersleben und Hoffmann in der Rückrunde wieder einsatzfähig waren, kam Weis zu keinen weiteren Erstligaspielen. Im Aufgebot der FCM-Oberligamannschaft für die Spielzeit 1986/87 wurde Frank Weis offiziell als Verteidiger gemeldet. Als persönliche Daten wurden für ihn zu diesem Zeitpunkt angegeben: Schüler, 1,70 Meter groß, 67 kg schwer. Er wurde jedoch das ganze Jahr über nicht in der Oberliga eingesetzt. In der Sonderausgabe 1987/88 von Deutsches Sportecho und fuwo – Die neue Fußballwoche wurde bei den Abgängen des 1. FC Magdeburg Frank Weis mit dem Hinweis auf eine beendete aktive Laufbahn erwähnt. Zu diesem Zeitpunkt war Weis erst 20 Jahre alt und kann bis zur Auflösung des Landes keine Einsätze im höherklassigen DDR-Fußball, sprich der Oberliga und Liga, mehr vorweisen.
Nach dem Mauerfall tauchte Weis beim FC Einheit Wernigerode auf, der vor der Zusammenführung von ost- und westdeutschem Fußball zunächst 1990/91 in der drittklassigen und nach dem Start eines gesamtdeutschen Ligensystems dann viertklassigen Verbandsliga Sachsen-Anhalt antrat und dort 1991/92 den Titel holte. So setzte sich Weis’ Karriere in der drittklassigen NOFV-Amateur-Oberliga fort. Nach 25 Einsätzen in der Spielzeit 1992/93 lief der ehemalige Erstligafußballer in der Saison 1993/94 noch in fünf Partien auf. Da der Sprung in die neu installierte Regionalliga Nordost nicht gelang, liefen die Wernigeröder 1994/95 in der viertklassigen Oberliga Nordost auf – nunmehr als 1. FC Wernigerode, nach der Fusion von Einheit und Germania Wernigerode. Aus dieser Spielklasse stieg die Elf aus dem Harz 1995/96, nun zeitweise bereits mit Weis auf dem Trainerstuhl, ab.
Auch für den ab 1998 wieder als FC Einheit antretenden Verein übernahm er mehrfach die Übungsleiterrolle. Später arbeitete er als Cheftrainer beim SV Darlingerode/Drübeck. Nach einer unglücklichen Saison, die mit einem Abstieg endete, wechselte Frank Weis in die Jugendabteilung dieses Vereins. Im Anschluss ging er nochmals zum FC Einheit Wernigerode, wo er 2009/10 wieder in der Verbandsliga, inzwischen sechstklassig, coachen konnte. Nach dem Abstieg und Meinungsverschiedenheiten mit dem Präsidium des FC Einheit, beendete Frank Weis freiwillig seine Karriere als Trainer.